# Lagoa de Garopaba
Lagoa de Garopaba är en sjö i Brasilien.   Den ligger i delstaten Santa Catarina, i den södra delen av landet, 1 400 km söder om huvudstaden Brasília. 